# Badhotel (Baarn)

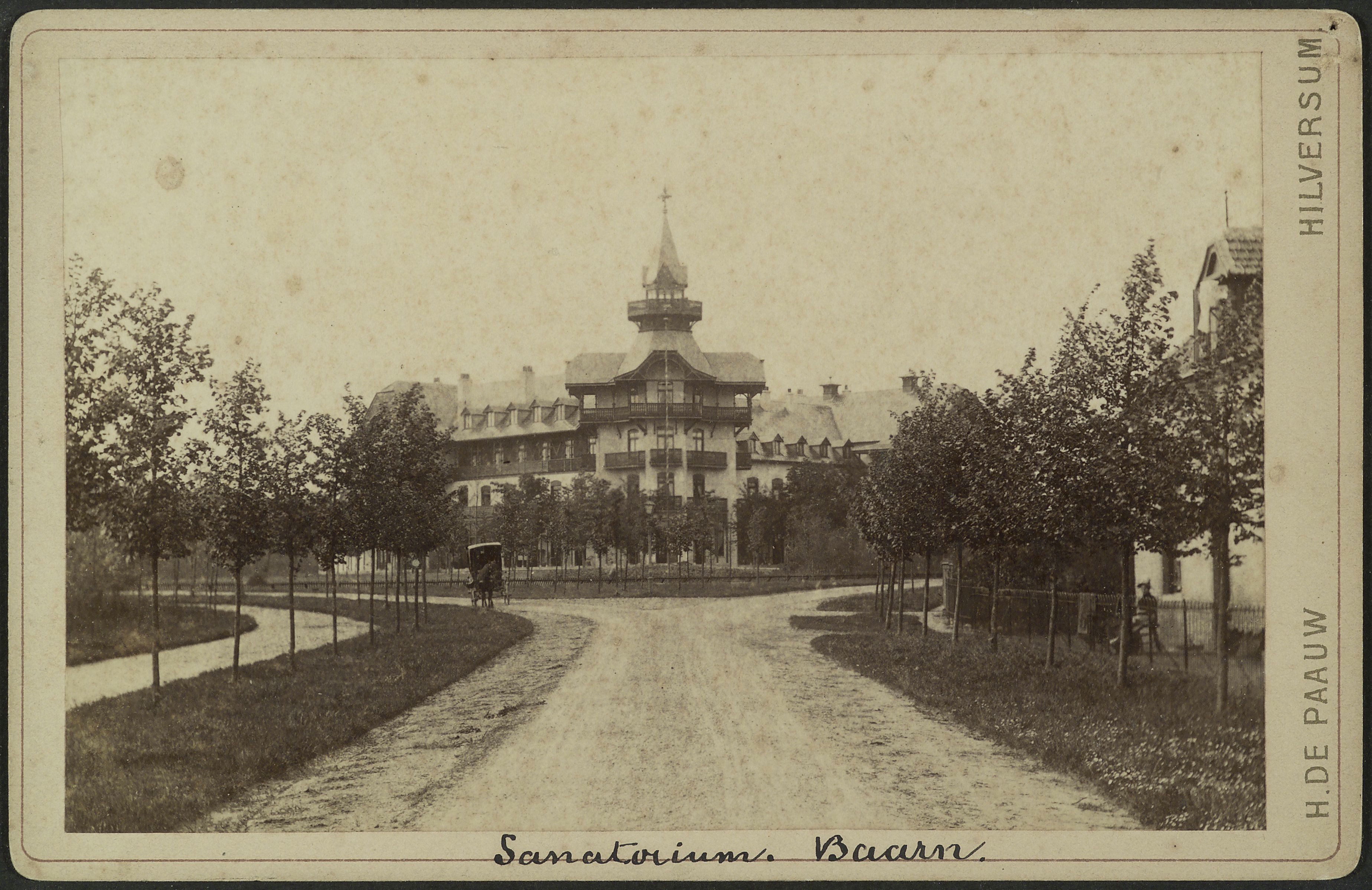
Oude kabinetfoto van het sanatorium

Het Baarnsche Sanatorium, ook wel Badhotel, was een sanatorium dat in 1885 werd gebouwd aan de Julianalaan in het Prins Hendrikpark in Baarn.

## Projectontwikkelaars
Een groep Baarnse notabelen naam het initiatief nadat Baarn was aangesloten op het spoor en de villawijk Prins Hendrikpark ontwikkeld werd. Het plan ontstond toen in Duitsland de hydrotherapie vernieuwd was door Priessnitz en de inrichtingen voor koudwaterkuren een succes bleken. 
Al in de negentiende eeuw was het kuren ook bij de Nederlandse elite in zwang geraakt. Als trekker voor de projectontwikkeling bij het station maakte de groep plannen voor een chique watergeneeskundige instelling. De commissie bestaande uit baron d'Aulnis de Bourouill, G. Elink Schuurman, jhr. ir. Jacob Hartsen (directeur van de gasfabriek), de vermogende tabakshandelaar Jacob Nienhuys, burgemeester Teding van Berkhout en Teixeira de Mattos als voorzitter van de Baarnse Bouw Maatschappij, gaf aan het architectenbureau Th. Sanders en Berlage opdracht om de plannen uit te werken.
In 1887 was het eerste deel, ontworpen door H.G. Berlage klaar om geopend te worden. In 1888 was de bouw van het hele kuuroord klaar. De bouw had toen zo'n f 100.000 gekost. Het 'Baarnsche Sanatorium' was na dat van 'koudwaterinrichting Bethesda' in Laag-Soeren de tweede watergeneesinrichting in Nederland.

## Hydrotherapie
Het luxesanatorium werd uitgevoerd in chaletstijl. Er waren na 1888 68 logeerkamers beschikbaar voor meerdere vormen van hydrotherapie. Tot de ziekten die bestreden konden worden hoorden volgens geneesheer-directeur dr. Henri Philippe Baudet (1855-1912), de zenuwspecialist, ziekten van het zenuwstelsel, zoowel algemeene zenuwzwakte (neurasthenie), hysterie en hypochondrie als sommige meer ernstige ziekten van Hersenen en Ruggemerg.

## Uiterlijk
De hoofdvorm van het gebouw bestond uit een L-vorm van drie lagen. Op de hoek van de L de toren. De ene vleugel was bedoeld voor keukens, de andere had een hotelfunctie. Op de begane grond was er nog een eenlaagse vleugel waarin het badhuis was.
Voor de witte gevels liepen veranda's om het gebouw. Om de relatie met sanatoria in het buitenland te benadrukken, werd gebouwd in chaletstijl, midden in een groen villapark. Ook de groene bosrijke omgeving van Baarn waarin telde daarbij mee. De vele balkons boden de mogelijkheid om zoveel mogelijk in de gezonde buitenlucht te kunnen zijn. De toren van het badhotel bood uitzicht op de Zuiderzee, de Utrechtse Dom en vele dorpen in de groene omgeving. In het kuuroord waren diverse badruimten, een conversatiezaal, zitbaden, douches, heteluchtruimtes en onderzoekskamers.

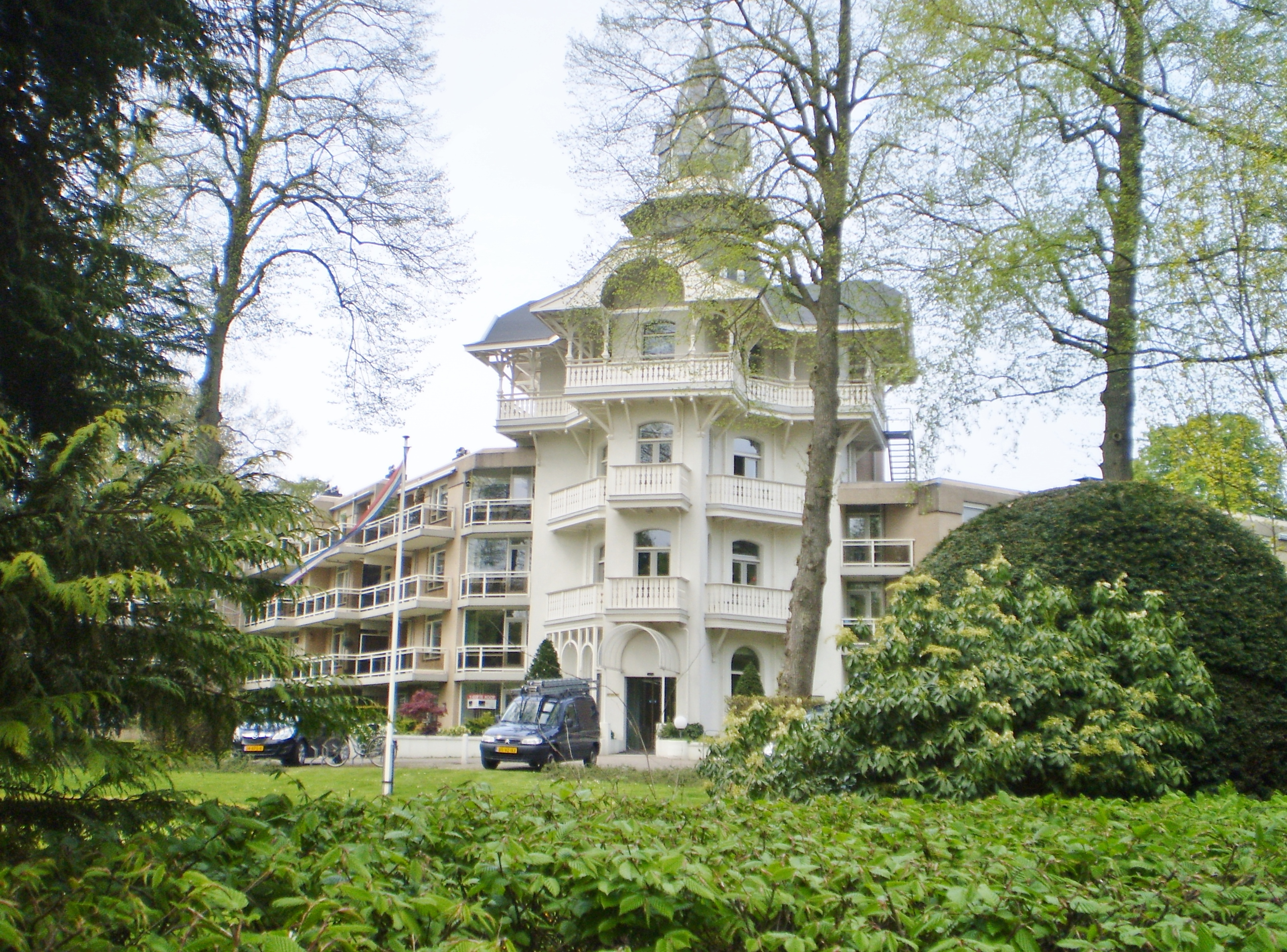
De toren van het Badhotel

## Badhotel
Na drukke eerste jaren waarin veel gasten kwamen kuren in de inrichting, liep de belangstelling terug. Omdat er veel belangstelling van pensiongasten was, werd de naam van inrichting na een paar jaar veranderd in Badhotel. Tot de Tweede Wereldoorlog bleef deze naam bestaan. Na de oorlog heette het tot 1949 Grand Hotel Astoria-Châlet en diende het als opvang voor oorlogsslachtoffers en gerepatrieerden. In 1975 brandde het oude Badhotel uit. In 1983 volgde een grote verbouwing. De centrale toren bleef in vereenvoudigde vorm bestaan, de rest werd afgebroken en vervangen door twee vleugels met 36 luxeappartementen.
Nederlands misschien wel bekendste feministe, Aletta Jacobs, stierf in het badhotel op 10 augustus 1929.

## Melkhal
Achter in het park werd als restauratie een Melkhal gebouwd. Hier kon behalve melk ook mineraalwater worden gedronken. Deze hal werd in 1890 echter reeds omgebouwd tot koetshuis en woning.